# Miofilamento
Los miofilamentos son polímeros de proteínas presentes en el citoplasma de los miocitos (sarcoplasma) y son de dos tipos: miofilamentos delgados formados por la proteína actina y miofilamentos gruesos formados por la proteína miosina.

La organización de los miofilamentos sumadas a sus proteínas estructurales accesorias, forma la unidad llamada sarcómero.
La repetición de los sarcómeros en longitud, forma una miofibrilla, la cual es el fundamento funcional en la contracción muscular.

## Miofilamentos finos de actina

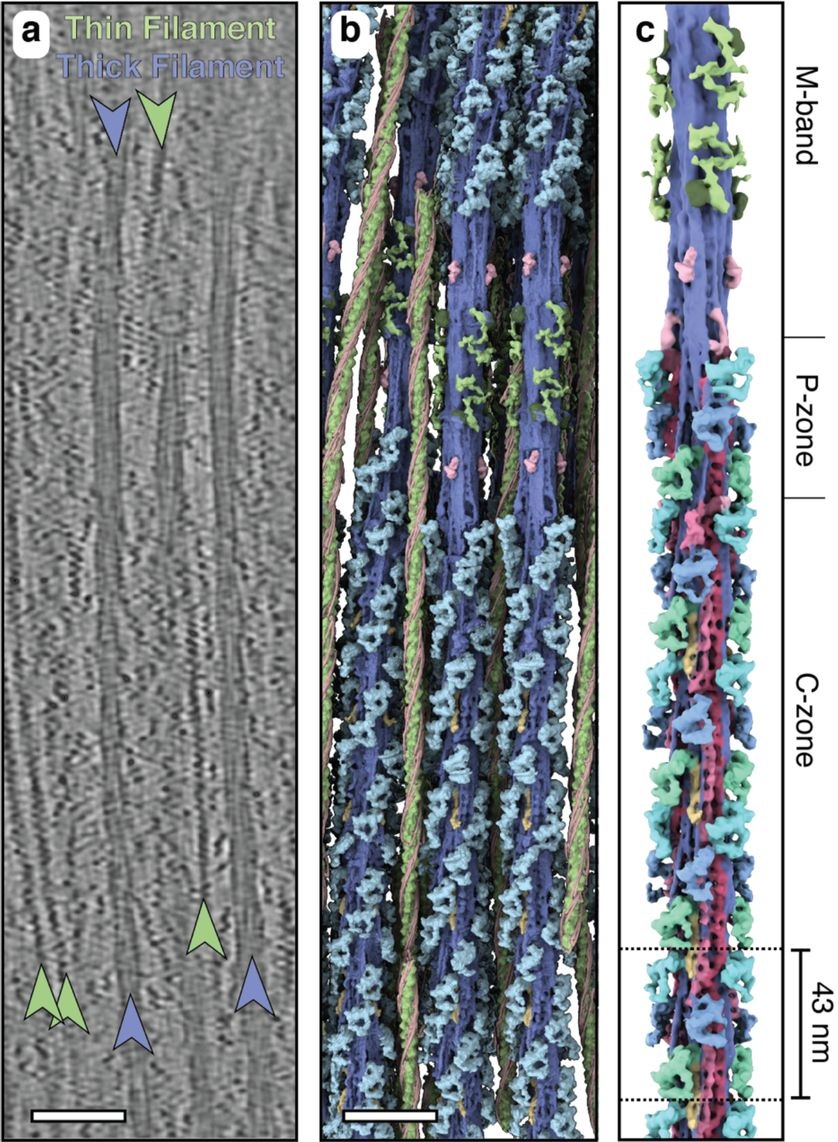
Thin filament = Filamento fino (en verde).
Thick filament= Filamento grueso (en azul). A=Tomograma, B= Reconstrucción 3D,

El filamento helicoidal de la Actina F contiene también una molécula de tropomiosina, 
Tropomiosina es una proteína de una longitud de 40 nanómetros (nm) que se enrolla alrededor de la hélice de actina F.

## Miofilamentos gruesos de miosina
La  miofilamentos de miosina tiene una longitud uniforme de 1,6 micrómetros y un diámetro de 15 nm, que conjuntamente con la actina, permiten principalmente la contracción.